# Titanium (singolo)
Titanium è un singolo del DJ francese David Guetta, pubblicato il 9 dicembre 2011 come quarto estratto dal quinto album in studio Nothing but the Beat.
Nel Nordamerica il singolo è stato sostituito da Turn Me On, in collaborazione con Nicki Minaj.

## Descrizione
La canzone è stata scritta e composta da Sia (che esegue anche le parti vocali), insieme a David Guetta, Giorgio Tuinfort e Afrojack. Originariamente la canzone era stata pensata per essere cantata da Mary J. Blige. Successivamente anche Katy Perry era stata scelta da Guetta come principale interprete del brano, ma una volta che il DJ le inviò la demo registrata da Sia lei stessa insistette affinché quella voce rimanesse nella versione definitiva di Titanium.
Nel Regno Unito il singolo ha venduto oltre un milione di copie dalla sua pubblicazione.

## Video musicale
Il video musicale, diretto da David Wilson e girato in Canada, mostra un ragazzo, interpretato da Ryan Lee, dotato di poteri paranormali che scappa di casa inseguito dalle forze dell'ordine. È stato pubblicato su YouTube sul canale VEVO ufficiale dell'artista il 20 dicembre 2011.
È uno dei video che ha ottenuto la certificazione Vevo.

## Remix e cover
Il brano è stato remixato dal DJ italiano Gabry Ponte in collaborazione con i DJs from Mars. Un secondo remix è stato pubblicato dal DJ svedese Alesso.
Nel 2015 la cantante italiana Chiara ha realizzato una propria versione del brano, pubblicata nell'album Un giorno di sole straordinario.
Una versione strumentale è uscita nel 2016 la quale mantiene la base dell’originale.

## Nei film
- M3GAN (2022) : In una scena del film la bambola M3GANE canta Titanium.

## Tracce
Testi di Sia Furler, musiche di David Guetta, Giorgio Tuinfort e Nick van de Wall.
Download digitale
1. Titanium (feat. Sia) – 4:05

Download digitale – Remixes
1. Titanium (Cazzette's Ant Seeking Hamster Mix) – 6:37
2. Titanium (Alesso Remix) – 6:43
3. Titanium (Nicky Romero Remix) – 5:40
4. Titanium (Arno Cost Remix) – 7:02
5. Titanium (Aylen & Thatmoment Mix) – 6:23

## Classifiche

### Classifiche settimanali
| Classifica (2011) | Posizione massima |
| ----------------- | ----------------- |
| Australia         | 5                 |
| Austria           | 3                 |
| Belgio (Fiandre)  | 10                |
| Belgio (Vallonia) | 4                 |
| Canada            | 17                |
| Danimarca         | 3                 |
| Finlandia         | 4                 |
| Francia           | 3                 |
| Germania          | 5                 |
| Irlanda           | 4                 |
| Italia            | 3                 |
| Lussemburgo       | 1                 |
| Norvegia          | 2                 |
| Nuova Zelanda     | 3                 |
| Paesi Bassi       | 4                 |
| Regno Unito       | 1                 |
| Repubblica Ceca   | 4                 |
| Slovacchia        | 10                |
| Spagna            | 5                 |
| Stati Uniti       | 7                 |
| Svezia            | 3                 |
| Svizzera          | 9                 |

### Classifiche di fine anno
| Classifica (2012) | Posizione |
| ----------------- | --------- |
| Belgio (Fiandre)  | 43        |
| Belgio (Vallonia) | 21        |
| Canada            | 23        |
| Danimarca         | 11        |
| Francia           | 27        |
| Irlanda           | 7         |
| Italia            | 8         |
| Nuova Zelanda     | 11        |
| Regno Unito       | 4         |
| Spagna            | 18        |
| Stati Uniti       | 24        |
| Svezia            | 20        |
| Svizzera          | 25        |